# Alboglossifhonia
Alboglossifhonia — рід п'явок з підродини Haementeriinae родини Пласкі п'явки ряду Хоботні п'явки (Rhynchobdellida). Має 10 видів. Інша назва «біла клепсіна».

## Опис
Загальна довжина представників цього роду коливається від 6 до 60 мм. Тулуб широкий, звужується на кінці. Має 3 пари очей. Наділена дифузними слинними клітами. Тіло складається з 3-кільцевих сомітів, переважно сосочки відсутні (окрім в  деяких видів) як в більшості п'явок. Особливістю є розмножувальний апарат: присутньо 7 пар гонопор, розділених 2 кільцями, 4 пари тестісаків (мішечків зі спермою) біля 13 сегмента.
Забарвлення жовтувате або зеленувате з різними відтінками.

## Спосіб життя
Воліють до невеличких водоймищ. Доволі активні, рухливі п'явки, що вправно пересуваються під водою. Живляться переважно личинками різних комах, а також дрібними хробаками, яких заковтують цілком.
Є гермафродитами, що відкладають до 40 яєць у 2-3 кокони. Кокони пприкріплюються безпосередньо до черева самиці. Інкубаційний період триває до 15 діб. Піклуються про народженних п'явчат, які через 1 місяць здатні до розпліднення.
Тривалість життя становить 1 рік.

## Розповсюдження
Поширені в Європі, Азії, Африці, Північній Америці, Австралії та Новій Зеландії.

## Види
- Alboglossiphonia heteroclita
- Alboglossiphonia lata
- Alboglossifhonia levis
- Alboglossifhonia masonae
- Alboglossifhonia multistriata
- Alboglossiphonia papillosa
- Alboglossiphonia polypompholyx
- Alboglossiphonia quadrata
- Alboglossifhonia tasmaniensis
- Alboglossiphonia weberi